# Mallika Sherawat

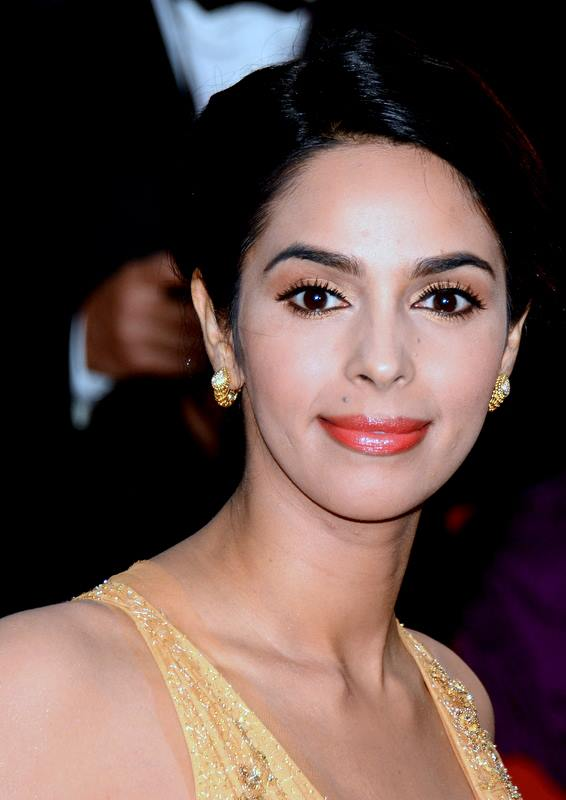
Mallika Sherawat (2013)

Mallika Sherawat (Hindi: मल्लिका शेरावत; * 24. Oktober 1976 in Rohtak, Haryana als Reema Lambha) ist eine indische Schauspielerin. 

## Leben
Mallika Sherawat besuchte die Delhi Public School in Neu-Delhi. Sie erlangte ihren Abschluss in Philosophie am College Miranda House an der University of Delhi.
Ihr Filmdebüt gab Sherawat 2002 im Bollywood-Streifen Jeena Sirf Merre Liye. 2004 spielte sie – neben Kashmira Shah – im Drama-Thriller Murder die Hauptrolle der Simran Saigal. Im chinesischen Actionfilm Der Mythos (2005) spielte sie – neben Jackie Chan und Kim Hee-sun die Rolle der indischen Prinzessin Samantha. Im Bollywood-Film Guru (2007) spielte sie – neben Abhishek Bachchan und Aishwarya Rai – die Rolle der Jhumpa.
Als erste Bollywood-Schauspielerin erhielt Sherawat am 14. August 2009 – für ihre schauspielerischen Leistungen und ihre karitativen Bemühungen – die Ehrenbürgerschaft der Stadt Los Angeles.

## Filmografie (Auswahl)
- 2002: Jeena Sirf Merre Liye
- 2003: Khwahish
- 2004: Kis Kis Ki Kismat
- 2004: Murder
- 2005: Bachke Rehna Re Baba
- 2005: Der Mythos (The Myth)
- 2006: Pyaar Ke Side Effects
- 2006: Shaadi Se Pehle
- 2006: Darna Zaroori Hai
- 2007: Guru

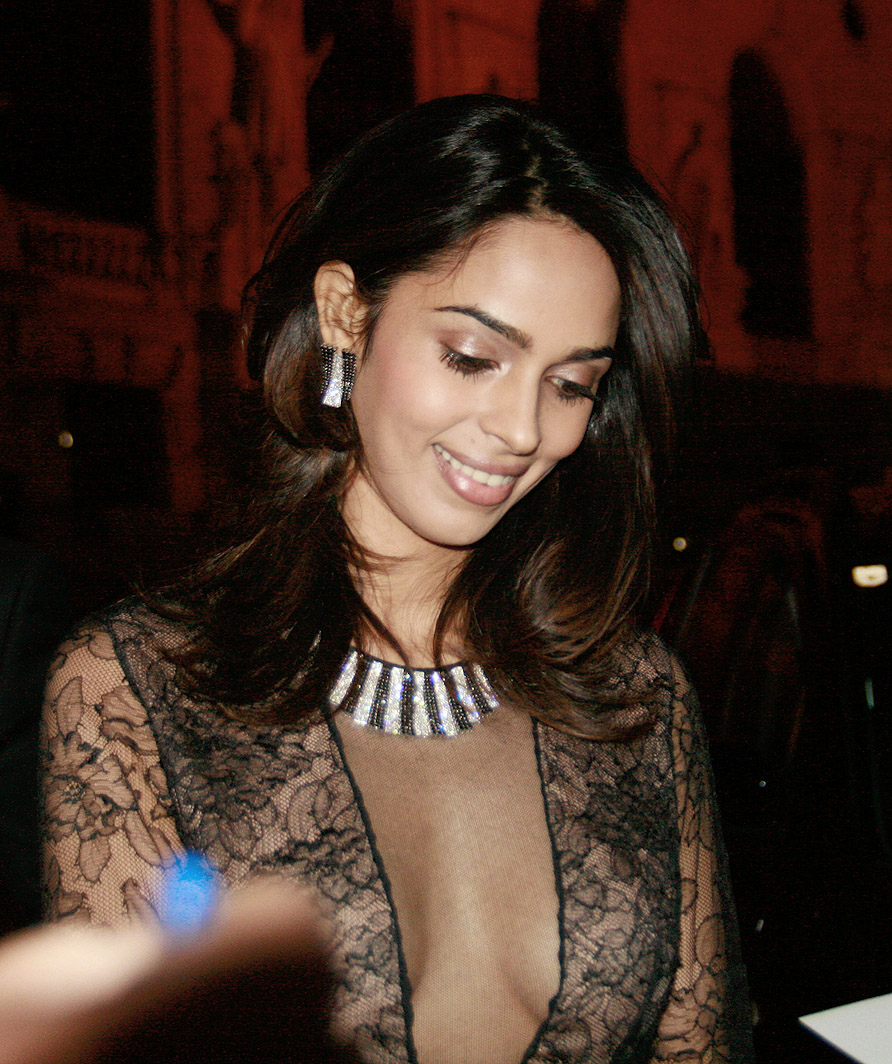
Sherawat bei der Romyverleihung 2011 in Wien

- 2007: Aap Kaa Surroor: The Moviee - The Real Luv Story
- 2007: Preeti Yeke Bhoomi melide
- 2007: Welcome
- 2008: Dasavathaaram
- 2008: Ugly Aur Pagli
- 2008: Maan Gaye Mughal-e-Azam
- 2010: Hisss
- 2011: Thank You
- 2011: Bin Bulaye Baraati
- 2011: Double Dhamaal
- 2011: Politics of Love
- 2011: Osthe
- 2012: Tezz